# John Deere 8530

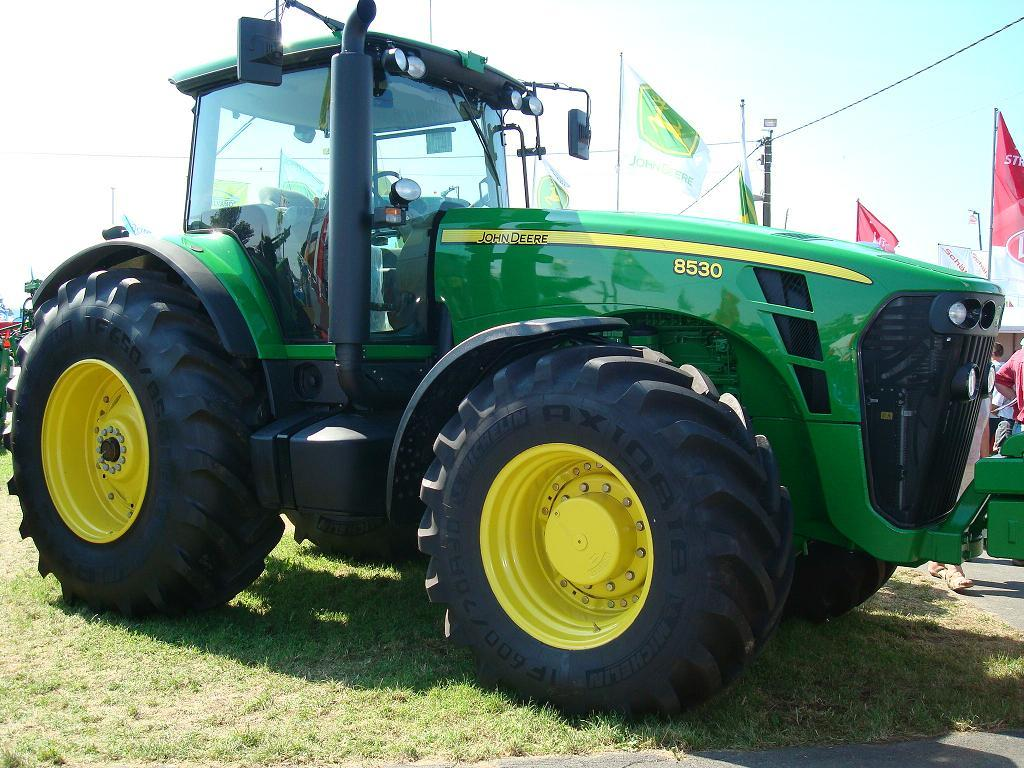
En John Deere 8530.

John Deere 8530 var från 2006-2009 John Deeres flaggskepp bland konventionella traktorer. Då 8530 kom år 2006 var det världens största konventionella traktor med en vikt på 13 ton. Föregångaren heter John Deere 8520 och efterträdaren John Deere 8345R. 

## Tekniska data
- Motor: JD 6090 HRW, 6-cylindrig turbodiesel, Common Rail [2]
- Motoreffekt: 258 kW (350 hk), 1 800 r/min
- Vridmoment (max) vid 1600 r/min: 1451 Nm
- Transmission/hastighet: Steglös, 0-40 km/t framåt, 0-18 km/t bakåt.
- Maxfart 40,0 km/h
- Bränsletank: 681 l.
- Kylsystem: 40 l.
- Vikt: 13 000 kg
- Längd: 5 590 mm